# Ahillones
Ahillones è un comune spagnolo di 1 144 abitanti situato nella comunità autonoma dell'Estremadura.